# Unfinished Business (chanson)
Pour les articles homonymes, voir Unfinished Business.
Singles de White Lies
Death
(2008)
Unfinished Business est une chanson du groupe de rock alternatif britannique White Lies. Elle a été réalisée en tant que single le 28 avril 2008 sous la forme d'un 45 tours limité à 500 exemplaires. Une version ré-enregistrée et un peu différente apparait sur le premier album du groupe : To Lose My Life...
La chanson You Still Love Him comporte des similitudes avec One Night Friend, chanson enregistrée précédemment par le groupe sous son ancien nom Fear Of Flying.
Unfinished Business a été écrite en à peine 15 minutes et a amené le groupe Fear Of Flying à un changement vers White Lies.

## Clip Vidéo
Le vidéo clip a été réalisé par Simon Green.

## Liste des chansons
7" Anglais (45 tours)
1. Unfinished Business
2. You Still Love Him

EP Japonais (CD)
1. Unfinished Business
2. You Still Love Him
3. From The Stars (Live Zane Lowe Session)
4. Unfinished Business (Live Zane Lowe Session)
5. Unfinished Business (video)